# Epirinus rugosus
Epirinus rugosus là một loài bọ cánh cứng trong họ Bọ hung (Scarabaeidae).